# Volta (contre-torpilleur)
Pour les articles homonymes, voir Volta.
Le Volta est un contre-torpilleur de classe Mogador de la marine nationale française. Il porte le nom du fleuve d'Afrique de l'Ouest qui se jette dans le golfe de Guinée qui a donné son nom à la Haute Volta.
Sa construction par les Ateliers et chantiers de Bretagne débuta le 24 décembre 1934. Il fut lancé le 26 novembre 1936. Son sisterr-ship est le Mogador. Ces deux navires furent une tentative par la marine française de concevoir des navires capables d'engager le combat avec réussite contre n'importe quel autre bateau de tonnage inférieur, grâce à un armement proche de celui croiseur léger et une coque de contre-torpilleur.

## Caractéristique techniques
Le Volta à un déplacement standard de 2 997 tonnes et à pleine charge de 4 018 tonnes. Ses dimensions comprennent une longueur hors-tout de 137,5 mètres, une largeur de 12,57 mètres et un tirant d'eau de 4,74 mètres. Il était propulsé par deux groupes de turbines à engrenages « Rateau-Bretagne », alimentées en vapeur par quatre chaudières de type « Indret », développant 92 000 chevaux-vapeur (68 604 kW) et entraînant deux hélices. Sa vitesse maximale est de 39 nœuds, il atteindra cependant 41,67 nœuds lors d'un essai en février 1938. Sa distance franchissable est de 4 345 nautiques à 15 nœuds et 1 780 nautiques à 28 nœuds (capacité de mazout de 345 t).
Son artillerie principale comprenait huit canons de 138 mm/45 Mod. 34 en quatre tourelles doubles, alimenté électriquement, en double superposition à l'avant et à l'arrière. Son artillerie antiaérienne comprenait quatre canons de 37 mm en deux affûts doubles. En 1940, un affût double de 37 mm est débarqué. Elle comprend également quatre mitrailleuses de 13,2 mm (armement d'origine) en deux affûts doubles et deux pièces de 25 mm en un affût double en 1940. La même année, quatre mitrailleuses sont ajoutées, portant leur nombre à huit de 13,2 mm. Il est embarque dix tubes lance-torpilles de 550 mm (2 plateformes triples et 2 plateformes doubles), 32 charges de profondeur et 40 mines. Après diverses modifications dans les années 1940, huit mitrailleuses MG de 8 mm sont ajoutées.

## Historique
Le Mogador et son sister-ship le Volta sont intégrés à la Force de Raid lors de sa formation le 3 septembre 1939. Le Volta et le Mogador forment la 6e division de contre-torpilleurs basée à Brest. Du 21 au 30 octobre 1939, la Force de Raid escorta le convoi KJ.4 pour le protéger du cuirassé de poche allemand Deutschland patrouillant dans l'Atlantique Nord. Face aux croiseurs de bataille Gneisenau et Scharnhorst opérant dans l'Atlantique Nord, la Force de Raid appareilla de Brest le 21 novembre pour rejoindre le croiseur de bataille britannique HMS Hood et patrouiller dans la région au sud de l'Islande (zone GIUK) ; les navires allemands purent revenir en toute sécurité sous couvert du mauvais temps sans être attaqués.
Le Volta est réaménagé à Brest entre janvier et mai 1940 et un certain nombre de modifications mineures ont été apportées. Un asdic SS-6 fut installé en juin 1940, mais s'est avéré inefficace.
Il était présent tout comme le Mogador lors de l'attaque des Britanniques à la bataille de Mers el-Kébir du 3 juillet 1940. Seul le Volta réussira à s'échapper et à rejoindre Toulon sans dommages. Le Mogador, frappé par un obus de 380 mm, voit son arrière détruit par l'explosion des grenades anti-sous-marines en magasin. Resté à flot, il sera réparé sommairement et ralliera Toulon le 1er novembre 1940.
Entre juin 1940 et fin 1942, le contre-torpilleur subit diverses modifications de son armement (notamment l'ajout de deux pièces de 25 mm, deux mitrailleuses de 13,2 mm...) et de son électronique (remplacement de l'asdic par un sonar) lorsqu'il est sabordé au poste 9 quai « Noël » à Toulon le 27 novembre 1942 pour ne pas être pris par les troupes allemandes. Le navire est renfloué par les Italiens le 20 mai 1943 qui le renomme FR25, mais est endommagé lors du bombardement du 24 novembre 1943 qui lui causa une importante voie d'eau. Jugé irrécupérable, il est échoué au port Brégaillon (La Seyne-sur-Mer) le 12 janvier 1944, et renfloué en 1948 et part sans gloire pour la démolition.